# Santa Pau
Santa Pau (katalánská výslovnost: [ˈsantə ˈpaw]) je vesnice a obec v provincii Girona a autonomním společenství Katalánsko ve Španělsku.
Nachází se přímo v srdci přírodního parku vulkanické oblasti Garrotxa, mezi obcemi Olot a Mieres, v oblasti s členitým reliéfem utvářeným sopečnými kužely Croscat, Roca Negra a Santa Margarida a pohořími Finestres, el Corb a Sant Julià del Mont.

## Historie
Byla centrem baronství Santa Pau. Jedná se o dobře zachovalé středověké městečko s hradem Santa Pau (13.–14. století), jehož průčelí směřuje do podloubím lemovaného náměstí. Je vyhlášeno historicko-uměleckou památkou.

## Zajímavá místa
- Kostel Santa María – 15. století
- Kostel San Vicente – románský
- Kostel Sant Honorat – alabastrový oltář z roku 1340
- Klášter Sant Julià del Mont
- Svatyně Panny Marie dels Arcs – s románskou apsidou a zvonicí s rozštěpem
- Svatyně Santa Margarida de la Cot – románská, nachází se v kráteru sopky Santa Margarida
- Sopečný kráter Croscat
- Bukový les Jordá – roste na rovinatém terénu pokrytém lávovým proudem ze sopky Croscat

## Kinematografie
V Santa Pau se natáčela komedie El pregón, kterou režíroval Dani de la Orden. V hlavních rolích byli Andreu Buenafuente a Berto Romero.